# Perná
Perná är en ort i Tjeckien.   Den ligger i regionen Södra Mähren, i den sydöstra delen av landet, 210 km sydost om huvudstaden Prag. Perná ligger 224 meter över havet och antalet invånare är 769.
Terrängen runt Perná är platt åt sydväst, men åt nordost är den kuperad.Runt Perná är det ganska tätbefolkat, med 72 invånare per kvadratkilometer. Närmaste större samhälle är Mikulov, 5,3 km söder om Perná. Trakten runt Perná består till största delen av jordbruksmark.